# Rocky Linux
Rocky Linux é uma distribuição Linux que está atualmente em desenvolvimento. Ele se destina a ser um lançamento compatível com binário completo, downstream, usando o código-fonte do sistema operacional Red Hat Enterprise Linux (RHEL). O objetivo do projeto é fornecer um sistema operacional empresarial de nível de produção com suporte da comunidade.
A primeira versão candidato a lançamento foi lançada no final de abril de 2021 e a primeira versão geral lançada em 21 de junho de 2021.

## História
No início do mês de dezembro de 2020 a empresa Red Hat anunciou que iria descontinuar o desenvolvimento de novas versões "estáveis" do CentOS, que se baseavam no Red Hat Enterprise Linux e apenas manter o desenvolvimento do Cent OS Stream, uma versão de lançamento contínuo do CentOS, Gregory Kurtzer anunciou a criação de outro projeto com os objetivos da iniciais do CentOS que seria descontinuada.